# Assedio di Lilla (1708)
L'assedio di Lilla ebbe luogo nel corso della guerra di successione spagnola: iniziò il 28 luglio 1708, allorché le truppe imperiali, guidate dal principe Eugenio di Savoia, circondarono la città di Lilla ed ebbe termine il 28 ottobre dello stesso anno, quando gli assediati si arresero. A quel punto la strada di Parigi per gli eserciti dell'Impero e dei suoi alleati (Regno Unito e Repubblica delle Sette Province Unite) era aperta, ma la necessità di consolidare le conquiste nelle Fiandre e l'approssimarsi dell'inverno convinsero questi ultimi a rinviare l'invasione della Francia alla primavera del 1709.

## Antefatti
Dopo la battaglia di Oudenaarde la via per la Francia era ormai libera ed il principe Eugenio di Savoia ne iniziò l'invasione il giorno seguente al comando di un esercito di 75 000 effettivi. La decisione di porre Lilla sotto assedio da parte del Savoia non era condivisa dal collega ed alleato duca di Marlborough, che avrebbe preferito puntare direttamente su Parigi anziché attardarsi ad espugnare le cittadelle francesi del nord-est, ma l'opinione del primo prevalse. L'eccessiva durata dell'assedio confermò la bontà dei piani del Marlborough.

## L'assedio
Il maresciallo Boufflers giunse a Lilla con un esercito di 15 000 il 28 luglio 1708, appena in tempo per poter difendere la città dall'attacco delle truppe imperiali. La città resistette fino al 12 agosto, allorché Boufflers, costretto a lasciarla, si rifugiò nella nuova cittadella. Alla fine di settembre, Boufflers inviò una richiesta di aiuto al principe di Tigny, Christian Louis de Montmorency-Luxembourg, che con 2 000 cavalieri riuscì a forzare l'assedio portando agli assediati un carico di 40 000 libbre di polvere (affaire des poudres).
Luigi XIV inviò allora truppe fresche da Parigi che dovettero confrontarsi con il sistema difensivo costruito dal duca di Marlborough, che si appoggiava sui due fiumi, la Deûle ad ovest, circondata da paludi, e la Marque ad est. La battaglia si svolse a sud di Lilla ed i due eserciti si scontrarono su un fronte ovest-est fra Wattignies e Fretin, addosso ai due fiumi/paludi. Lo scontro principale avvenne sulla piana di Wattignies. I francesi, che tentarono di aggirare il nemico ad ovest, vennero messi in rotta il 22 ottobre 1708: per il Boufflers non vi furono più speranze ed egli dovette capitolare con i suoi 8 000 uomini sopravvissuti il 28 dello stesso mese.
Nei combattimenti dell'assedio, sotto il comando del Boufflers, si era distinto un giovanissimo ufficiale francese, futuro luogotenente generale, Louis Charles Armand Fouquet de Belle-Isle.

## Conseguenze
Il duca di Marlborough e il principe Eugenio se ne tornarono verso Gand, ove le truppe sconfitte nella battaglia di Oudenaarde si erano ritirate e s'impadronirono di questa piazzaforte il 29 dicembre.
I francesi dovettero evacuare la Contea di Fiandra e quella dell'Hainaut. Luigi XIV rifiutò le umilianti condizioni di pace propostegli dalla coalizione vincente e tentò di rioccupare Mons dall'anno successivo con altri generali.
Le truppe imperiali facevano frequenti incursioni nei territori attorno ad Abbeville, imponendo tributi ai villaggi della zona.